# Đoàn Chương
Đoàn Chương (1927– 2010)  là một sĩ quan cấp cao trong Quân đội nhân dân Việt Nam, hàm Trung tướng. Nguyên Viện trưởng Viện Chiến lược quân sự.

## Thân thế
Ông sinh năm 1927 và mất năm 2010 tại Hà Nội. Quê quán tại Thôn Gia Đẳng, Xã Triệu Tân, huyện Triệu Phong, Tỉnh Quảng Trị (nay là Xã Triệu Lăng, huyện Triệu Phong, Tỉnh Quảng Trị).

## Sự nghiệp
Ngày 9/3/1945, ông về quê tham gia Việt Minh hoạt động khởi nghĩa ở quê hương. Sau đó ông được tuyển vào Trinh sát viên Công an tỉnh.
Ngày 1/5/1946, ông được kết nạp vào Đảng, phụ trách công tác tuyên huấn, thanh niên, tự vệ chiến đấu ở xã.
Từ 8/1946 - 8/1948, ông là cán bộ trinh sát nội bộ và giữ chức Chánh Văn phòng Tỉnh ủy Quảng Trị.
Từ 9/1948 - 7/1949, ông được giao làm cán bộ nghiên cứu Văn phòng Liên khu ủy 4.
Từ 8/1949 - 6/1950, ông được tổ chức phân công làm thư ký riêng cho đồng chí Nguyễn Chí Thanh, Bí thư Khu ủy 4. Tháng 7/1950, ông cùng đồng chí Nguyễn Chí Thanh gia nhập quân đội.
Từ 5/1968 - 7/1978, ông được giao đảm nhiệm các chức vụ: Tổ trưởng Chuyên viên quân sự Phái đoàn Việt Nam dân chủ Cộng hòa đàm phán Hiệp định Pa-ri tại Cộng hòa Pháp, Trưởng ban Tổng kết, Phó cục trưởng Cục Tuyên huấn Tổng cục Chính trị, Phó giám đốc Học viện Chính trị.
Từ 8/1978 - 6/1982, Đại tá Đoàn Chương được giao đảm nhiệm các chức vụ: Phó chính ủy Quân đoàn 2, Phó tư lệnh - Chủ nhiệm Chính trị Quân khu 3 kiêm Phó tư lệnh Chính trị Quân đoàn 68.
Từ 7/1982 - 3/1990, ông được giao nhiệm vụ làm Cục trưởng Cục Xuất bản Quân đội kiêm Giám đốc Nhà xuất bản Quân đội nhân dân.
Từ 4/1990 - 2/1994, ông được giao giữ chức vụ Phó Viện trưởng Viện Chiến lược quân sự.
Từ 3/1994 - 3/1999, ông được bổ nhiệm giữ chức Viện trưởng Viện Chiến lược quân sự
Tháng 4/1999, ông nghỉ hưu.
Thăng quân hàm: Thiếu tướng (1984), Trung tướng (1990).

## Gia đình
Cha: Đoàn Cầu
Mẹ: Nguyễn Thị Dương (sinh năm 1902)
em trai: Đoàn Đình (Liệt sĩ)
em trai: Đoàn Giao (Liệt sĩ)
em trai Đoàn Ngọc Anh (Liệt sĩ)
em trai: Đoàn Cư (Liệt sĩ)
em gái: Đoàn Thị Tùng (Liệt sĩ)
Anh trai: Đoàn Khuê, Đại tướng, cố Bộ trưởng Bộ Quốc phòng Việt Nam.
Em trai: Đoàn Thúy, Đại tá
Vợ: Nguyễn Thị Bảo- Nữ sinh trường Đồng Khánh- Nguyên bác sĩ Bệnh viện quân y 108